# Toffa Cotonou Football Club
Le Toffa Cotonou Football Club est un club de football béninois basé dans la ville de Cotonou. Il a joué dans la première division béninoise, la première ligue du Bénin.

## Palmarès
En 1995, le club remporte le championnat de la première division du Bénin.